# 오페라의 밤
《오페라의 밤》(영어: A Night at the Opera)은 1935년 개봉한 미국의 코미디 영화로, 마르크스 형제가 출연하며 샘 우드가 감독을 맡았다. 1993년 미국 국립영화등기부에 등재되었다.

## 줄거리
이탈리아 밀라노의 한 레스토랑에서 부유한 미망인 클레이풀 부인은 사업 관리자인 오티스 B. 드리프트우드에게 저녁 식사 약속을 바람맞은 듯하다. 그녀는 그가 다른 여자와 함께 식사하고 바로 뒤에 앉아 있는 것을 발견한 후, 드리프트우드는 클레이풀 부인과 합류하고 곧 뉴욕 오페라단의 감독이자 역시 레스토랑에서 식사 중인 허먼 고틀립을 그녀에게 소개한다. 드리프트우드는 클레이풀 부인이 오페라단에 20만 달러를 투자하도록 주선하여 고틀립이 "카루소 이래 가장 위대한 테너"인 이탈리아의 테너 로돌포 라스파리를 영입할 충분한 돈을 확보하게 한다.
오페라 하우스의 무대 뒤에서 합창단원 리카르도 바론은 그의 가장 친한 친구 피오렐로를 그의 매니저로 고용한다. 리카르도는 소프라노 로사 카스탈디와 사랑에 빠져 있으며, 라스파리도 그녀를 구애하고 있다. 드리프트우드는 무대 뒤에 도착하여 라스파리가 그의 의상 담당자 토마소를 공격하는 것을 발견한다. 토마소는 망치로 라스파리의 머리를 때려 정신을 잃게 한다. 피오렐로가 나타나 드리프트우드에게 자신을 "세계에서 가장 위대한 테너"의 매니저라고 소개한다. 드리프트우드는 피오렐로가 라스파리(아직 그들의 발치에 의식을 잃고 누워 있는)를 언급하는 것이라고 믿고 무심코 리카르도에게 계약서에 서명시킨다.
곧 드리프트우드, 클레이풀 부인, 로사, 라스파리, 고틀립은 모두 이탈리아에서 뉴욕으로 향하는 대양 정기선에 승선한다. 부두에서 로사와 작별 인사를 한 후, 리카르도, 피오렐로, 토마소는 드리프트우드의 증기선 트렁크 안에 숨어든다. 발각된 후, 드리프트우드는 클레이풀 부인이 그의 객실로 만나러 오기 전에 그 셋을 내보내려 한다. 피오렐로는 트리오가 식사를 할 때까지 떠나기를 거부하고, 결국 드리프트우드의 매우 작은 객실은 다양한 사람들로 붐비게 된다. (아래 객실 장면 참조.)
나중에 라스파리는 배에 탄 이탈리아 이민자들 사이에서 세 명의 밀항자를 발견하고, 그들은 붙잡혀 영창에 갇힌다. 그들은 드리프트우드의 도움으로 탈출하여 배에 탑승한 세 명의 유명한 수염 난 비행사로 위장하여 몰래 입국한다. 뉴욕에서 영웅적인 환영을 받는 동안, 밀항자들은 사기꾼임이 드러나 도망치고, 경찰관 헨더슨에게 쫓기면서 드리프트우드의 호텔방에 숨는다.
한편, 리카르도는 로사의 호텔방 창문을 통해 올라가 로사와 재회한다. 라스파리가 나타나 리카르도와의 몸싸움 끝에 로사와 드리프트우드 모두 고틀립에 의해 오페라단에서 해고된다. 드리프트우드, 피오렐로, 토마소는 오페라단의 개막 공연인 일 트로바토레를 다양한 소동으로 방해하여 복수를 꾀하고, 클라이맥스에서는 라스파리를 무대에서 납치하여 고틀립이 그 자리에 리카르도를 대신하게 만든다. 리카르도는 로사도 여주인공 역을 대신한다는 조건으로 수락한다. 클레이풀 부인과 관객들은 라스파리보다 리카르도를 분명히 선호하고, 라스파리는 풀려나 무대로 돌아오려다 야유를 받고 사과를 맞는다. 영화는 로사와 리카르도가 앵콜을 부르는 동안 드리프트우드와 피오렐로가 또 다른 계약을 협상하는 것으로 끝난다.

## 출연

### 주연
- 그루초 막스
- 치코 마르크스
- 하포 마스

### 조연
- 키티 카리슬
- 앨런 존스
- 월터 울프 킹
- 시그 루먼
- 마가렛 듀몬트
- 에드워드 킨
- 로버트 에멧 오코너

## 기타
- 협력프로듀서: 미구엘 네코에치
- 미술: 세드릭 기븐스
- 의상: 돌리 트리

## 내용주
1. ↑  비행사들의 국적은 언급되지 않는다. 매튜 코니엄은 저서 "The Annotated Marx Brothers: A Filmgoer's Guide to In-Jokes, Obscure References and Sly Details (2015, McFarland, ISBN 978-0786497058)"에서, 이 생략은 이탈리아 파시스트 비행사 이탈로 발보에 대한 노골적인 풍자를 피하기 위한 의도적인 것이며, 다음 신문 캡션에서는 그들을 "산토풀로스 형제"로 지칭하여 그리스인일 가능성을 시사한다고 지적한다. (pp. 124-125)